# Talmay
Talmay est une commune française située dans le canton d'Auxonne du département de la Côte-d'Or, en région Bourgogne-Franche-Comté.

## Géographie
Talmay se trouve à 36 kilomètres à l'est de Dijon.

### Climat
Pour des articles plus généraux, voir Climat de la Bourgogne-Franche-Comté et Climat de la Côte-d'Or.
En 2010, le climat de la commune est de type climat des marges montargnardes, selon une étude du Centre national de la recherche scientifique s'appuyant sur une série de données couvrant la période 1971-2000. En 2020, Météo-France publie une typologie des climats de la France métropolitaine dans laquelle la commune est exposée à un climat semi-continental et est dans une zone de transition entre les régions climatiques « Lorraine, plateau de Langres, Morvan » et « Bourgogne, vallée de la Saône ». 
Pour la période 1971-2000, la température annuelle moyenne est de 10,6 °C, avec une amplitude thermique annuelle de 17,8 °C. Le cumul annuel moyen de précipitations est de 901 mm, avec 12,1 jours de précipitations en janvier et 8,2 jours en juillet. Pour la période 1991-2020, la température moyenne annuelle observée sur la station météorologique de Météo-France la plus proche, « Poyans », sur la commune de Poyans à 11 km à vol d'oiseau, est de 11,1 °C et le cumul annuel moyen de précipitations est de 911,8 mm,. Pour l'avenir, les paramètres climatiques de la commune estimés pour 2050 selon différents scénarios d'émission de gaz à effet de serre sont consultables sur un site dédié publié par Météo-France en novembre 2022.

## Urbanisme

### Typologie
Au 1er janvier 2024, Talmay est catégorisée commune rurale à habitat dispersé, selon la nouvelle grille communale de densité à 7 niveaux définie par l'Insee en 2022.
Elle est située hors unité urbaine. Par ailleurs la commune fait partie de l'aire d'attraction de Dijon, dont elle est une commune de la couronne,. Cette aire, qui regroupe 333 communes, est catégorisée dans les aires de 200 000 à moins de 700 000 habitants,.

### Occupation des sols
L'occupation des sols de la commune, telle qu'elle ressort de la base de données européenne d’occupation biophysique des sols Corine Land Cover (CLC), est marquée par l'importance des territoires agricoles (53,1 % en 2018), une proportion sensiblement équivalente à celle de 1990 (53,5 %). La répartition détaillée en 2018 est la suivante : terres arables (45 %), forêts (40,5 %), prairies (8,1 %), milieux à végétation arbustive et/ou herbacée (2,9 %), zones urbanisées (2,4 %), eaux continentales (1 %). L'évolution de l'occupation des sols de la commune et de ses infrastructures peut être observée sur les différentes représentations cartographiques du territoire : la carte de Cassini (XVIIIe siècle), la carte d'état-major (1820-1866) et les cartes ou photos aériennes de l'IGN pour la période actuelle (1950 à aujourd'hui).

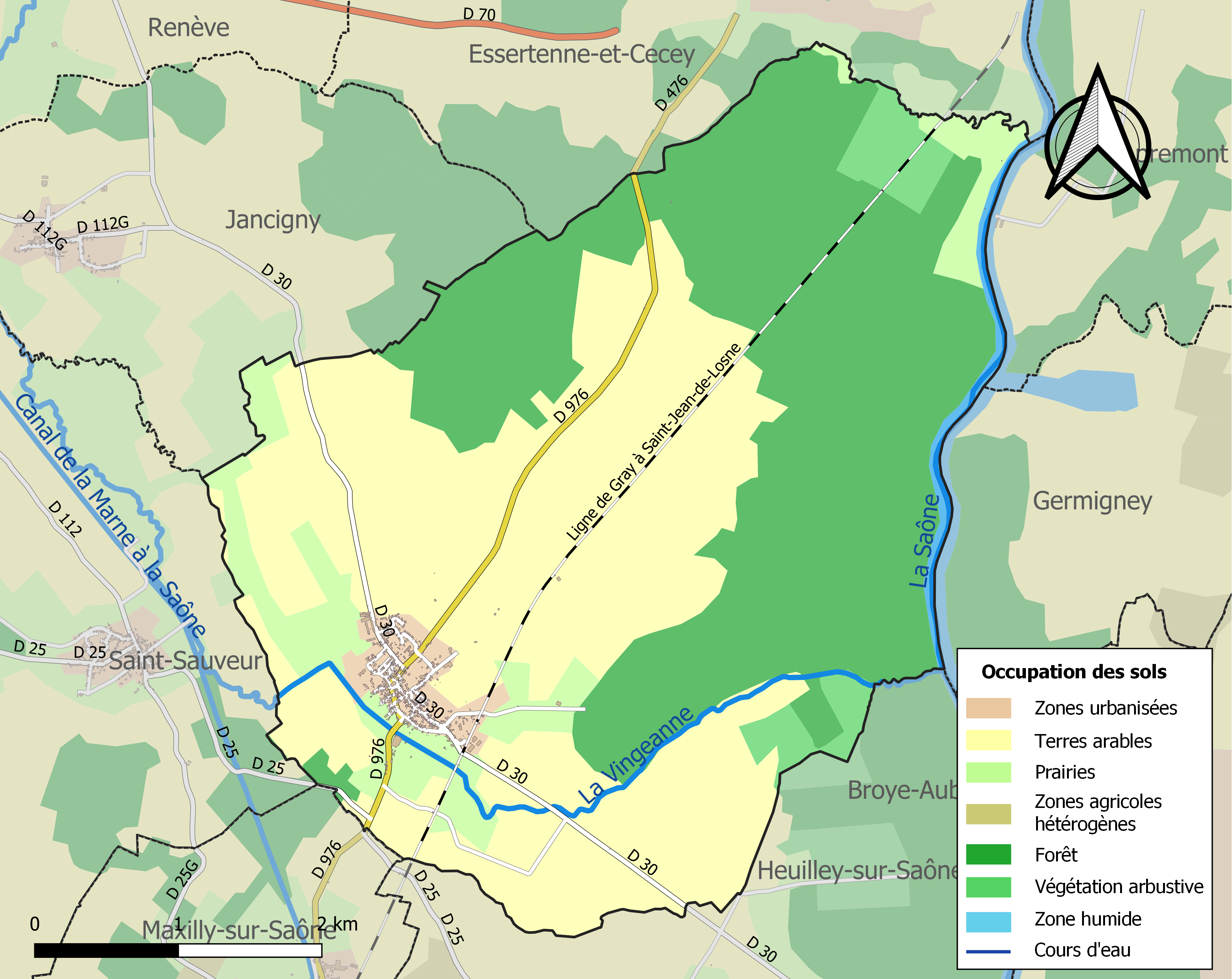
Carte des infrastructures et de l'occupation des sols de la commune en 2018 (CLC).

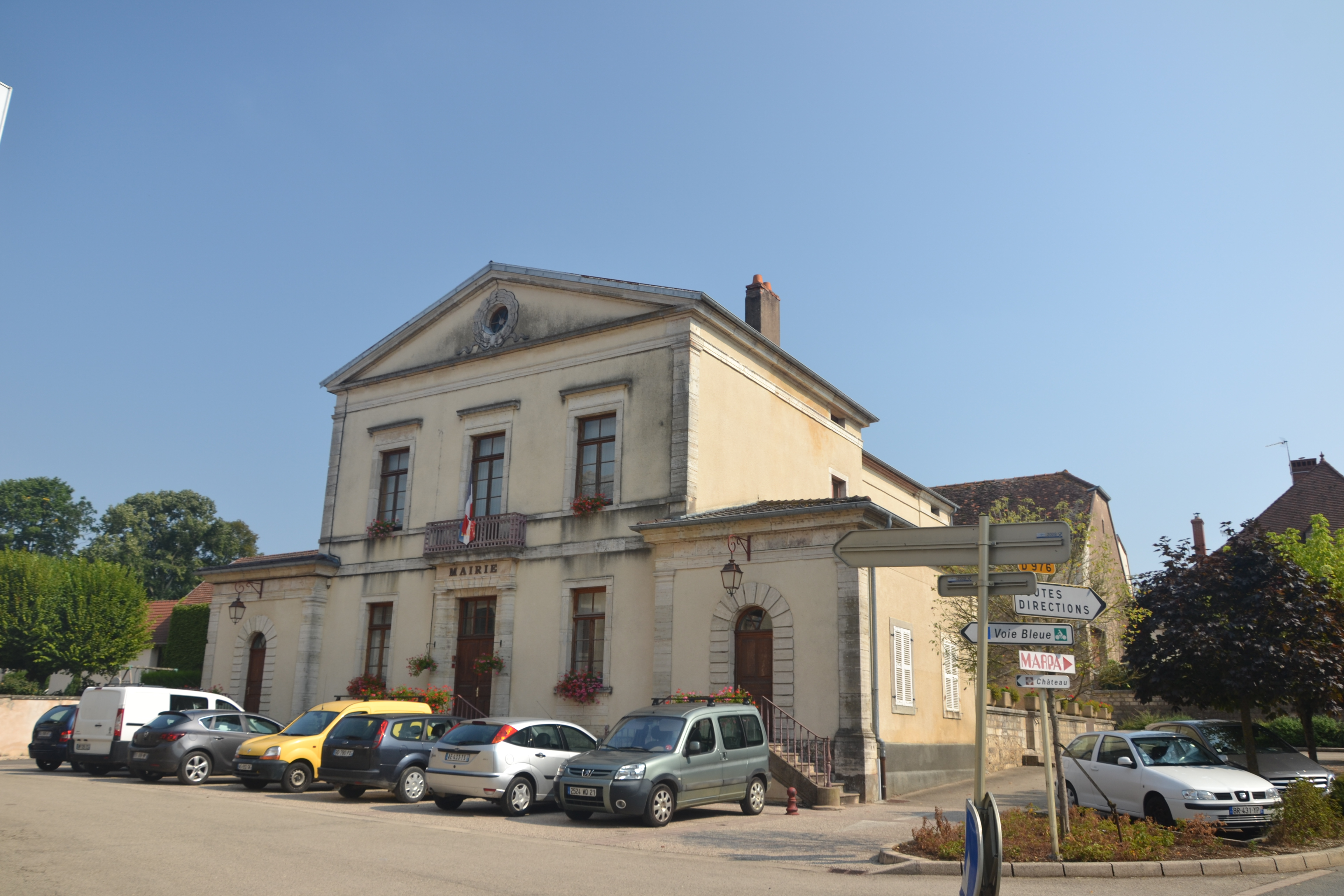
Mairie de Talmay.

## Histoire
Les Attuariens étaient installés sur le territoire de Talmay, au début de notre ère. À partir du IIIe siècle, la commune dépend du domaine royal. En 630, le roi Dagobert donne ce fief au duc de Bourgogne Amalgaire, qui en fait don rapidement à l'abbaye de Bèze. Elle en reste propriétaire jusqu'au XIIIe siècle.
Lors de la guerre franco-allemande de 1870, le village fut l'enjeu d'un combat le 27 octobre 1870.

## Politique et administration

### Liste des maires
| Période | Période  | Identité                  | Étiquette | Qualité              |
| ------- | -------- | ------------------------- | --------- | -------------------- |
| 1900    | 1904     | Jean Bourgeois            |           | Maquignon            |
| 1904    | 1911     | Gabriel Dumay             |           |                      |
| 1911    | 1912     | Jean Vaillard             |           |                      |
| 1912    | 1913     | Gabriel Dumay             |           |                      |
| 1913    | 1919     | Joseph Gautherot          |           |                      |
| 1919    | 1923     | Alfred Pinget             |           |                      |
| 1923    | 1945     | Georges Veuriot           |           |                      |
| 1945    | 1965     | Jeanne Bordeaux-Montrieux |           |                      |
| 1965    | 1977     | Gabriel Logerot           |           |                      |
| 1977    | 1981     | Louis Segelke             |           |                      |
| 1981    | 2020     | André Petitjean           | SE        | Agriculteur retraité |
| 2020    | En cours | Annick Pernin             | SE        |                      |

### Services publics
- Bureau de poste[13].

## Population et société

### Démographie
L'évolution du nombre d'habitants est connue à travers les recensements de la population effectués dans la commune depuis 1793. Pour les communes de moins de 10 000 habitants, une enquête de recensement portant sur toute la population est réalisée tous les cinq ans, les populations de référence des années intermédiaires étant quant à elles estimées par interpolation ou extrapolation. Pour la commune, le premier recensement exhaustif entrant dans le cadre du nouveau dispositif a été réalisé en 2006.

En 2022, la commune comptait 533 habitants, en évolution de −7,47 % par rapport à 2016 (Côte-d'Or : +0,82 %, France hors Mayotte : +2,11 %).
| 1793  | 1800  | 1806  | 1821  | 1836  | 1841  | 1846  | 1851  | 1856  |
| ----- | ----- | ----- | ----- | ----- | ----- | ----- | ----- | ----- |
| 1 112 | 1 119 | 1 162 | 1 176 | 1 140 | 1 156 | 1 132 | 1 190 | 1 089 |

| 1861  | 1866  | 1872 | 1876 | 1881 | 1886 | 1891 | 1896 | 1901 |
| ----- | ----- | ---- | ---- | ---- | ---- | ---- | ---- | ---- |
| 1 135 | 1 068 | 992  | 943  | 994  | 957  | 948  | 900  | 843  |

| 1906 | 1911 | 1921 | 1926 | 1931 | 1936 | 1946 | 1954 | 1962 |
| ---- | ---- | ---- | ---- | ---- | ---- | ---- | ---- | ---- |
| 854  | 800  | 706  | 661  | 633  | 584  | 553  | 577  | 594  |

| 1968 | 1975 | 1982 | 1990 | 1999 | 2006 | 2011 | 2016 | 2021 |
| ---- | ---- | ---- | ---- | ---- | ---- | ---- | ---- | ---- |
| 530  | 490  | 471  | 521  | 463  | 469  | 560  | 576  | 548  |

| 2022 | - | - | - | - | - | - | - | - |
| ---- | - | - | - | - | - | - | - | - |
| 533  | - | - | - | - | - | - | - | - |

### Enseignement
Talmay dépend de l'académie de Dijon. Les élèves commencent leur scolarité à l'école maternelle, puis primaire du village, qui regroupent respectivement 59 et 49 enfants.

### Cultes

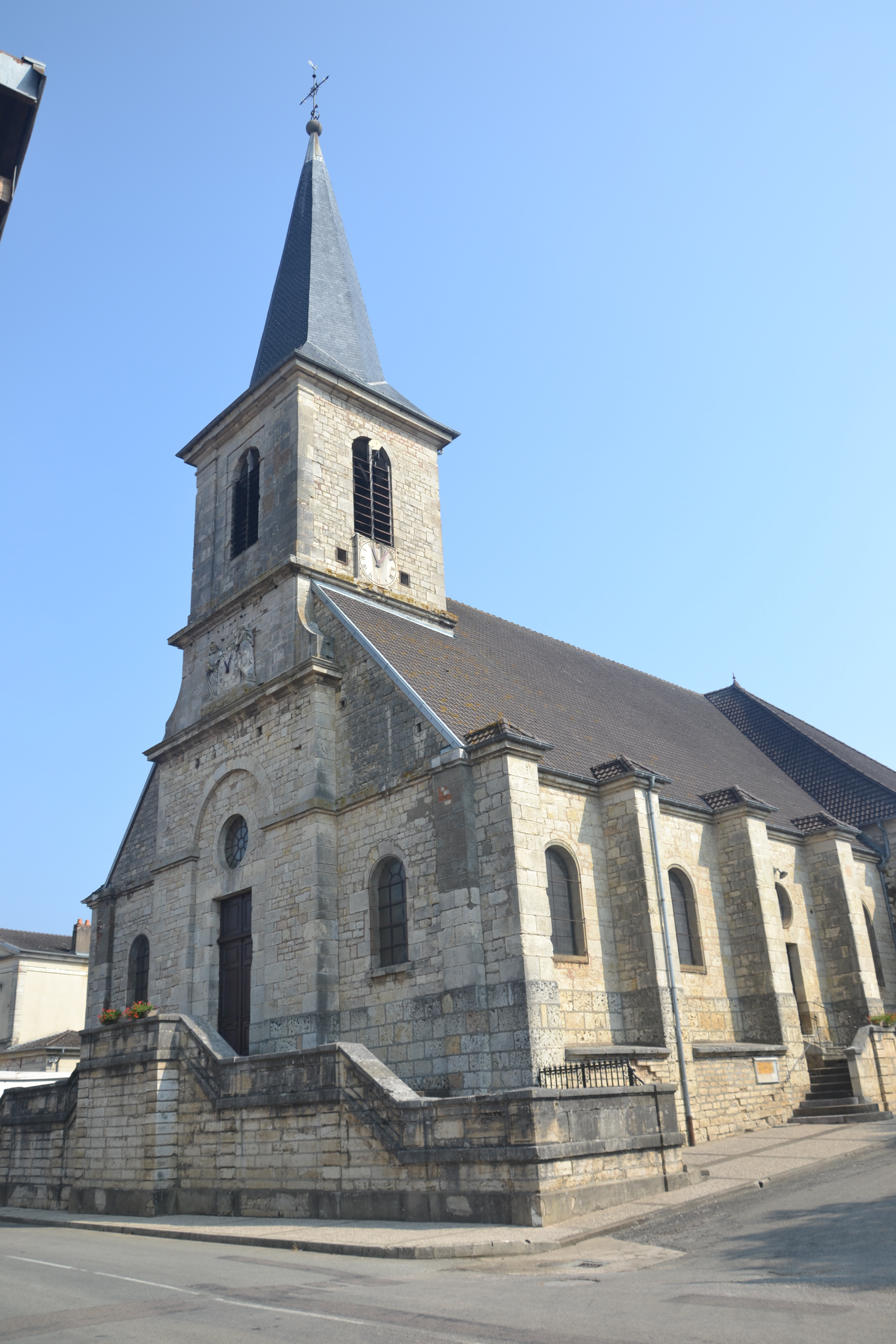
Église de Talmay.

La paroisse catholique dépend du diocèse de Dijon, doyenné de Pontailler-sur-Saône.

## Économie
86 % de la population active de Talmay ont un emploi salarié, 13 % un emploi non-salarié. Le taux de chômage de la commune est de 7 %.
Plusieurs entreprises sont implantées à Talmay, dans les secteurs de l'agriculture, de l'industrie, de la construction, dont une industrie, du secteur de la métallurgie, spécialisée dans le traitement et le revêtement des métaux, est installée à Talmay depuis 2003.
La commune est dans la zone de production de la Moutarde de Bourgogne (IGP), des Volailles de Bourgogne (IGP) et de l'Emmental français est-central.

## Culture locale et patrimoine

### Lieux et monuments

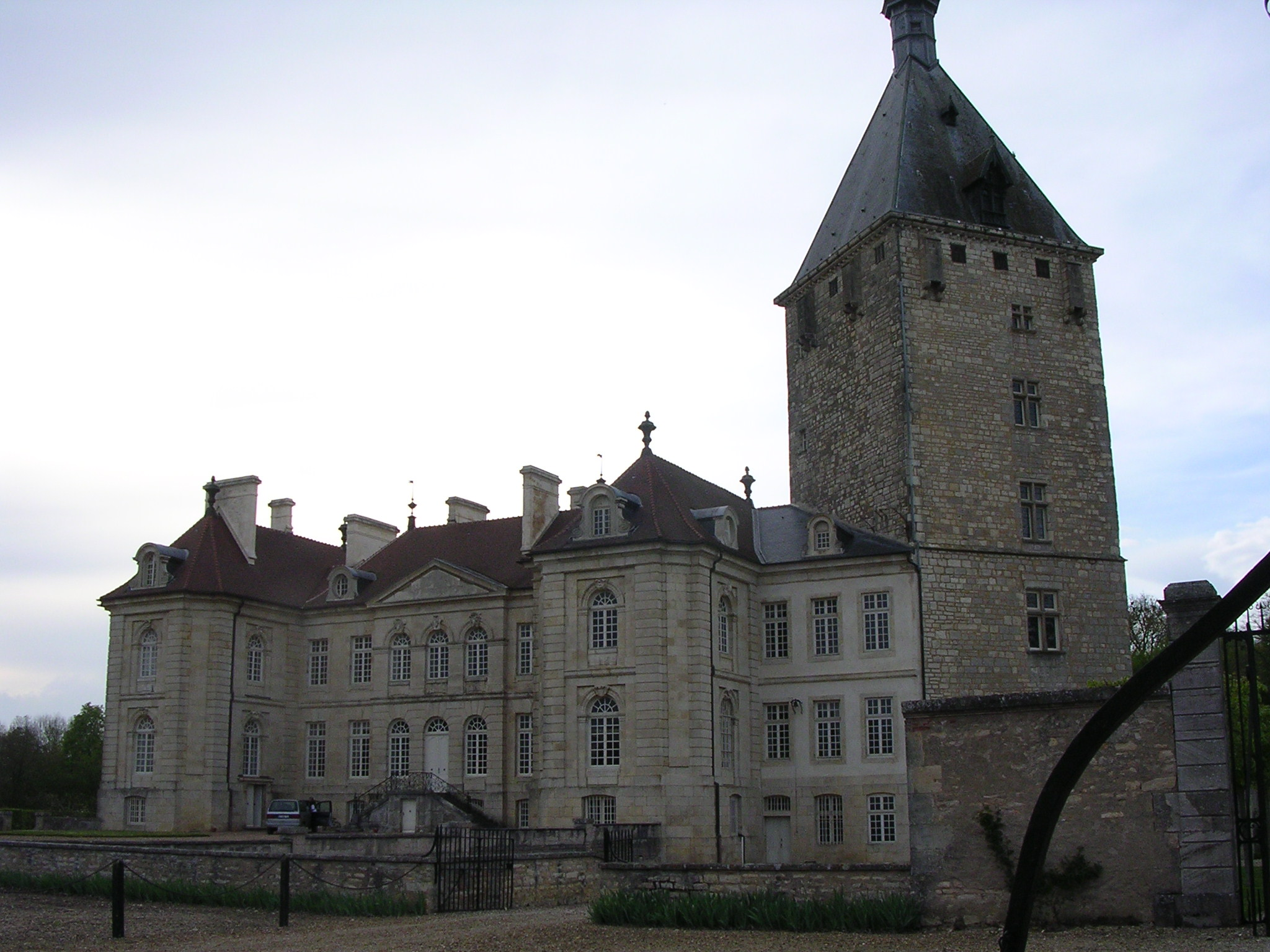
Le château de Talmay.

- Le château de Talmay, du XVIIIe siècle avec un donjon du XIIIe siècle, et son jardin remarquable[24].
- Chapelle Notre-Dame du Frêne[25] : l'édifice actuel date du XVIIIe siècle. Elle a fait l'objet d'une restauration en 2006, avec l'aide de l'association locale du patrimoine « Terre de Talmay » et la Fondation de France[26].

### Héraldique
| Blason | Blasonnement : Parti : au 1er d'azur aux deux trangles ondées abaissées d'argent, au donjon du château du lieu d'or ajouré de sable brochant, aux trois feuilles de chêne de sinople posées en pal et en sautoir surbrochant le tout, au 2e de gueules au lion d'or, au chef parti, au 1er d'azur semé de fleurs de lys d'or à la bordure componée d'argent et de gueules, au 2e bandé d'or et d'azur de six pièces à la bordure de gueules. |

### Personnalités liées à la commune
- Thérèse Figueur (1774-1861), héroïne française qui servit dans l'armée aux 9e et 15e dragons, connue aussi sous le nom de « Sans-Gêne ».
- Claude Leroy (1767-1851). Né à Talmay, colonel sous Napoléon Ier ; mémorialiste, maire de la commune et conseiller municipal.
- Amalgaire, noble franc.
- Valère de Langres (saint Vallier).
- La famille Druoton - avec beaucoup de représentants au cours de son histoire.